# Polyalthia kanchanaburiana
Polyalthia kanchanaburiana är en kirimojaväxtart som beskrevs av Khumch. och Thongp. Polyalthia kanchanaburiana ingår i släktet Polyalthia och familjen kirimojaväxter. Inga underarter finns listade i Catalogue of Life.